# SN 2003bg
SN 2003bg – supernowa typu Ic odkryta 19 marca 2003 roku w galaktyce M-05-10-15. Jej maksymalna jasność wynosiła 14,20m.